# Gynoplistia dispila
Gynoplistia dispila là một loài ruồi trong họ Limoniidae. Chúng phân bố ở miền Australasia.